# 전자정부

전자정부(電子政府,영어: e-Government, e-gov)는 정보기술을 활용험으로써 행정기관 및 공공기관의 업무를 전자화하여 행정기관 상호간 또는 대국민 행정업무를 효율적으로 수행하는 정부이다. "디지털 정부"(digital government), "온라인 정부"(online government)라고도 한다.
전자정부가 온라인 정부나 인터넷 기반 정부로 여겨지지만, 인터넷 기반이 아닌 많은 전자정부 기술이 이러한 환경에서 사용될 수 있다. 이를테면, 팩스, PDA, SMS 텍스트 메시징, MMS, 무선 네트워크 및 서비스, 블루투스, CCTV, 추적 시스템, RFID, 생체 인식, 도로 교통 관리, 스마트 카드 등을 들 수 있다.

## 대한민국
대한민국의 대표적 전자정부 서비스는 통합전자민원창구인 정부24(www.gov.kr)를 비롯 홈택스(hometax.go.kr), 기업민원단일창구(g4b.go.kr), 조달청의 국가종합전자조달(www.g2b.go.kr) 등이 있다.
대한민국 전자정부서비스는 2010년, 2012년, 2014년에 UN 전자정부 평가에서 1위를 차지했다.

## 같이 보기
- 전자 민주주의
- 온라인 상담
- 정부24